# Evgeny Drattsev
Evgeny Yuryevich Drattsev ou Ievgueni Iourievitch Drattsev, né le 24 janvier 1983 à Iaroslavl, est un nageur russe, pratiquant la nage en eau libre.

## Biographie
Il décroche sa première médaille mondiale à Naples, lors des Championnats du monde de nage en eau libre 2006 ; dans l'épreuve des 10 km, il termine troisième à une seconde du vainqueur, l'Allemand Thomas Lurz.
En 2007, il termine deuxième de l'épreuve des 5 km des Championnats du monde de nage en eau libre, et troisième de l'épreuve des 10 km.
Il participe à l'épreuve des 10 km de nage en eau libre lors des Jeux olympiques d'été de 2008 à Pékin et termine cinquième de la course.
En 2010, il se classe deuxième de l'épreuve de nage en eau libre de 5 km ainsi que dans l'épreuve des 10 km.
En 2010, Drattsev remporte la médaille de bronze aux Championnats d'Europe de natation 2010 à Budapest en 10 km. Aux Championnats du monde de natation 2013, il est médaillé de bronze sur 25 km.

## Palmarès

### Championnats du monde
- Championnats du monde 2007 à Melbourne (Australie) :
  -  Médaille d'argent du 5 km en eau libre
  -  Médaille de bronze du 10 km en eau libre

- Championnats du monde 2010 à Roberval (Canada) :
  -  Médaille d'argent du 5 km en eau libre
  -  Médaille d'argent du 10 km en eau libre

- Championnats du monde 2013 à Barcelone (Espagne) :
  -  Médaille de bronze du 25 km en eau libre

- Championnats du monde 2017 à Budapest (Hongrie) :
  -  Médaille de bronze du 25 km en eau libre

### Championnats d'Europe
- Championnats du monde 2010 à Budapest (Hongrie) :
  -  Médaille de bronze du 10 km en eau libre